# Oscar Peterson
Oscar Peterson (teljes nevén Oscar Emmanuel Peterson: (Montréal, Quebec, Kanada 1925. augusztus 15. – 2007. december 23. Mississauga, Ontario, Kanada) hatszoros Grammy-díjas kanadai zenész, a legismertebb dzsesszzongoristák egyike volt.

## Életpályája
Trombitán és zongorán kezdett tanulni 5 éves korában édesapjától, de hétéves korában, miután tuberkulózist kapott, már csak zongorán tanult tovább. Stílusát Art Tatum, Erroll Garner és George Shearing befolyásolta. Lelkesedése végtelen órákon át segítette abban, hogy rendkívüli technikáját kifejlessze.
1940-ben megnyert egy helyi tehetségkutató versenyt, ezután rendszeresen szerepelt a kanadai rádióban. 1944-ben a Johnny Holmes Orchestra zongoristája volt, majd saját triót alakított. 1949 szeptemberében a New York-i Carnegie Hallban mutatkozott be az Egyesült Államokban. Sok száz felvételén többek között Louis Armstrong, Billie Holiday, Count Basie, Dizzy Gillespie, Ella Fitzgerald, Zoot Sims és Stan Getz szerepelnek. Az 1963-as Affinity volt Peterson legjelentősebb sikere. 1970 óta nem állandó együttessel dolgozott, gyakran szerepelt egyedül.
Petersont káprázatos technikája, fáradhatatlan „szvingelése” tette az egyik legismertebb és azonnal felismerhető dzsesszzongoristává, hozzájárulása a jazzhez felmérhetetlen.

## Díjai, elismerései
- Hétszeres Grammy-díjas, 1997-ben megkapta a Grammy-életműdíjat.
- Kitüntették Glenn Gould-díjjal, UNESCO-díjjal, Juno-díjjal és számos kanadai kitüntetést kapott.

## Híres zenészek, akikkel játszott
Benny Carter, Charlie Parker, Ben Webster, Barney Kessel, Count Basie, Herb Ellis, Louis Armstrong...; kísérte többek között Ella Fitzgeraldot és Billie Holidayt is.

## Albumai
- 1945 I Got Rhythm
- 1947 Rockin' in Rhythm
- 1950 Oscar Petrson At Carnegie Hall
- 1951 Oscar Petrson Plays Cole Porter
- 1952 Lester Young – The President Plays with the Oscar Peterson Trio
- 1952 Oscar Peterson Plays Duke Ellington
- 1956 At the Stratford Shakespearean Festival
- 1957 Anita O'Day – Anita Sings the Most
- 1957 Stan Getz and the Oscar Peterson Trio
- 1957 Louis Armstrong Meets Oscar Peterson
- 1958 On the Town with the Oscar Peterson Trio
- 1959 A Jazz Portrait of Frank Sinatra
- 1959 The Jazz Soul of Oscar Peterson
- 1959 Oscar Peterson Plays the Duke Ellington Song Book
- 1959 Oscar Peterson Plays the George Gershwin Song Book
- 1959 Oscar Peterson Plays the Cole Porter Song Book
- 1959 Oscar Peterson Plays Porgy and Bess
- 1959 Ben Webster Meets Oscar Peterson
- 1961 The Sound of the Trio
- 1961 The Trio
- 1962 Oscar Peterson Trio with Milt Jackson – Very Tall
- 1962 West Side Story: Oscar Peterson Trio
- 1962 Night Train
- 1963 The Oscar Peterson & Nelson Riddle
- 1964 Canadiana Suite
- 1964 Oscar Peterson Trio + One
- 1964 Hymn to Freedom
- 1964 We Get Requests
- 1965 Blues Etude
- 1965 Eloquence
- 1965 With Respect to Nat
- 1966 Soul Espanol
- 1967 Jazz at the Philharmonic – The Greatest Jazz Concert in the World
- 1968 My Favorite Instrument
- 1969 Motions and Emotions
- 1969 Hello Herbie
- 1970 Oscar Peterson in Paris
- 1970 Tristeza on Piano
- 1970 Another Day
- 1970 Oscar Peterson, Milt Jackson – Reunion Blues
- 1971 In Tune (with the The Singers Unlimited)
- 1972 The Oscar Peterson Trio in Tokyo
- 1972 Solo
- 1973 The Trio (Oscar Peterson, Joe Pass, Niels-Henning Orsted Pedersen)
- 1974 Satch and Josh – Count Basie) Encounters Oscar Peterson
- 1975 Oscar Peterson and Clark Terry
- 1975 Ella and Oscar (with Ella Fitzgerald)
- 1976 Porgy and Bess (with Joe Pass)
- 1977 Oscar Peterson and the Bassists – Montreux '77
- 1978 The Paris Concert
- 1980 Skol (Stephane Grappelli, Oscar Peterson, Joe Pass, Mickey Roker)
- 1981 Nigerian Marketplace
- 1981 Ain't But a Few of Us Left (Milt Jackson, Oscar Peterson, Ray Brown, Grady Tate)
- 1983 A Tribute to My Friends
- 1983 If You Could See Me Now
- 1986 Benny Carter Meets Oscar Peterson
- 1984 Easter Suite
- 1990 The Legendary Oscar Peterson Trio Encore at the Blue Note
- 1990 The Legendary Oscar Peterson Trio Live at the Blue Note
- 1990 The Legendary Oscar Peterson Trio Saturday Night at the Blue Note
- 1990 The Legendary Oscar Peterson Trio Last Call at the Blue Note
- 1992 Exclusively for My Friends
- 1994 Side by Side (Oscar Peterson, Itzhak Perlman)
- 1994 Some of My Best Friends Are… …The Piano Players (Ray Brown)
- 1995 The More I See You (Oscar Peterson, Benny Carter, Clark Terry, Ray Brown)
- 1995 An Oscar Peterson Christmas
- 1996 Oscar in Paris
- 1996 Live at the Town Hall
- 1999 Oscar Peterson Plays the Duke Ellington Song Book (1999) – combined reissue of the 1953 and 1959 Ellington recordings
- 1999 A Summer Night in Munich
- 2000 Trail of Dreams: A Canadian Suite A Jazz suite with strings conducted by Michel Legrand

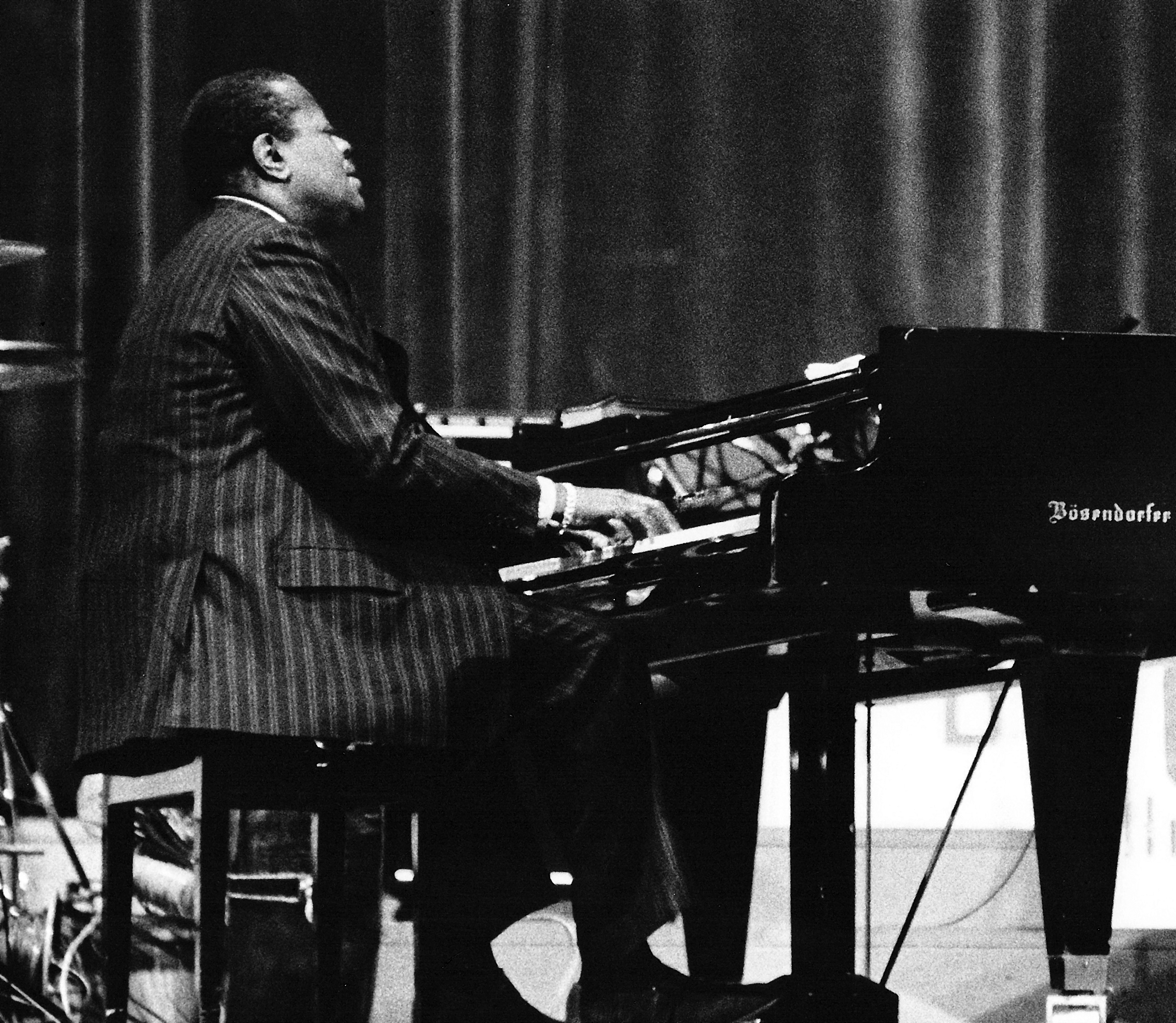
A művész 1977-ben Münchenben

- 2001 Oscar's Ballads
- 2004 A Night in Vienna